# Eudokia Makrembolitissza bizánci császárné
Eudokia Makrembolitissza (1021–1096) Ióannész Makrembolitész leánya, X. Kónsztantinosz, majd IV. Rómanosz bizánci császár felesége volt.
Első férje halálos ágyánál, 1067-ben megesküdött, hogy többé nem megy férjhez, és még a gyaníthatóan trónra pályázó Rómanoszt is elfogatta és száműzette. A trónt öröklő VII. Mihály azonban még fiatal volt, hogy a birodalmat fenyegető külső veszedelmekkel szemben helytálljon, és Eudokia sem érezte magát erre képesnek. Ezért aztán visszavonta esküjét, és feleségül ment Rómanoszhoz, aki valóban elhárította az idegen támadásokat. Házassága nem volt boldog akaratos, folyton háborúskodó férjével. Miután Rómanosz a manzikerti csata (1071) után fogságba esett, Eudokiát lemondatták a trónról fia javára, és zárdába száműzték. 75 éves korában itt is halt meg.
1. 1 2  Eudocia Macrembolitissa (angol nyelven). Encyclopædia Britannica Online
2. ↑  British Museum person-institution thesaurus. (Hozzáférés: 2017. október 9.)
3. ↑  http://www.gettyimages.com/detail/illustration/portrait-of-nikephoros-iii-botaneiates-byzantine-emperor-stock-graphic/163238549
4. ↑  http://www.britannica.com/EBchecked/topic/195000/Eudocia-Macrembolitissa
5. 1 2  p15023.htm#i150223, 2020. augusztus 7.
6. 1 2  „Eudoxia” (orosz nyelven). Realʹnyj slovarʹ klassičeskih drevnostej po Lûbkeru.